# 마궈밍
마궈밍(중국어: 馬國明, 영어: Kenneth Ma, 1974년 2월 13일 ~ )은 홍콩 특별행정구의 남성 영화배우, 텔레비전 연기자, 가수이다. 아명(兒名)은 마밍(馬明).

## 생애
홍콩에서 출생하였으며 지난날 한때 중화인민공화국 광둥성 차오저우에서 잠시 유아기를 보낸 적이 있는 그는 1997년 광고 모델 첫 데뷔하였으며 1999년 텔레비전 드라마에서 연기자 데뷔하였고 2004년 가수 데뷔하였으며 이어 같은 해 2004년 영화 《명약(冥約)》의 단역으로 영화배우 데뷔하였다.

## 호우(好友) 관계
- 천젠펑, 우줘시, 린펑, 리뤄이, 황쭝쩌와 절친한 관계이다.

## 같이 보기
- 천메이스
- 랴오쥔자
- 량청치
- 장만링